# Дубинский, Давид Эммануилович
Давид Эммануилович Дубинский (1 сентября 1907 — 13 июля 1994) — кинорежиссёр, один из крупнейших деятелей советского документального кинематографа 30-70-х годов, просветитель, один из основоположников научно-популярного кино в СССР. Автор первого полнометражного документального фильма о детстве Сталина «По Сталинским местам». Отец кинорежиссёра Ольги Дубинской, шахматиста Александра Дубинского. Член КПСС. Заслуженный деятель искусств чувашской АССР. Двоюродный брат одного из руководителей СССР в эпоху Сталина, народного комиссара Лазаря Кагановича.

## Биография
Давид Дубинский родился в городе Мозырь в 1907 году. Его отец Моисей Дубинский (в советском паспортном столе записанный как Эммануил) был владельцем небольшой меднолитейной мастерской, по примеру своего отца, торговавший медными изделиями. Сестра отца Давида Дубинского - Геня была замужем за Моисеем Кагановичем, отцом будущего сталинского наркома Лазаря Кагановича.
В своих мемуарах, изданных издательством «Вагриус», Лазарь Каганович вспоминал, как двоюродный брат Давид спас ему жизнь. В дом Крейны и Моисея Дубинских (в мемуарах Кагановича брат его матери Гени - Моисей назван на русский манер Михаилом) ворвались царские жандармы. Искали Лазаря Кагановича, который занимался революционной деятельностью. Мать Давида Дубинского - Крейна Абрамовна спрятала Лазаря в сундук, а сверху положила спящего маленького Давида. Жандармы не стали трогать спящего ребёнка. Революцию семья Дубинских встретила в Мозыре. В 1918 году с началом оккупации и гражданской войны Дубинские переехали в город Буй Костромской губернии, где отец Давида устроился работать в железнодорожное депо. В 1925, по материалам, содержащимся в личном деле, Давид Дубинский закончил школу второй ступени в городе Алатырь Республики Чувашия. В том же году поступил в Казанский педагогический институт на историко-экономическое отделение. Диплом защитил в начале 1930 года.
В 1929 году был направлен по комсомольской путёвке в Ульяновск преподавателем истории и политической экономии в строительном техникуме. Усердие молодого преподавателя-комсомольца было замечено. В 1931 году по рекомендации Московского комитета комсомола Давид Дубинский был переведён на работу политическим редактором на фабрику «Союз кино», (так тогда называлась киностудия «Мосфильм»). В 1932 году направлен на работу в трест «Техфильм» (ныне Центрнаучфильм), который возглавил в качестве главного редактора. С 1934 года стал заниматься по совету Надежды Крупской кинорежиссурой. Это стало переломным моментом его биографии.  
С 1938 года оставил нервную и в определённом смысле ненадёжную цензорскую должность главного редактора «Техфильма» и стал режиссёром этой же киностудии. В 1940 году по предложению Лазаря Кагановича получил короткую аудиенцию у Сталина, по итогу которой был направлен в город Гори снимать фильм о детстве и юности вождя, который в прокате получил название «По Сталинским местам». Давид Дубинский показался Сталину приемлемой кандидатурой: молодой, секретарь комсомольской организации треста «Техфильм», кандидат в члены партии. Закадровый текст фильма  заказали тонкому знатоку Востока поэтессе Адалис. Для официального проката фильм был сокращён на 70 процентов, превратившись в биографический панегирик продолжительностью 45 мин. Интерес представляло то, что режиссёр вырезал, в частности интервью с соседями матери Сталина, к моменту съёмок умершей. Просмотр фильма состоялся в кинотеатре «Ударник». На просмотре присутствовал Иосиф Сталин. По воспоминаниям очевидцев, Сталин  в какой-то момент закашлялся, в зале воцарилась гробовая тишина, но фильм вождю понравился.
В 1942 году, как указано в личном деле режиссёра, хранящемся в архиве киностудии «Центрнаучфильм», Давид Дубинский в возрасте 35 лет был призван рядовым в Красную Армию. На фронте заразился туберкулёзом. Был комиссован в 1943 году, продолжил работу режиссёром на киностудии «Воентехфильм», в которую был переименован «Мостехфильм», создавая учебные фильмы для военных лётных училищ.  
В 1942 году, находясь в рядах Красной Армии, вступил в члены партии большевиков (КПСС).
1958 году, несмотря на сложное отношение к Давиду Дубинскому со стороны руководства киностудии, вызванное реакцией на его фильм «По сталинским местам», был награждён почётным знаком Министерства культуры СССР «За отличную работу».
В 1962 году Давид Дубинский познакомился со светилом агрохимической и почвоведческой науки доктором биологических наук Зеноном Журбицким, результатом которой стало создание фильма «Плодородие без почвы».

## История создания фильма «Плодородие без почвы»
Встречу кинорежиссёра и агрохимика можно считать счастливым случаем для обоих. Про профессора Журбицкого рассказывали, что он может невероятное: научился выращивать помидоры в условиях крайнего Севера. Зенон Журбицкий проводил исследования на крайнем Севере, изучая плодовитость и жизнеспособность растений в условиях крайнего холода. Многие открытия Журбицкого воспринимались современниками фантастическими. Давид Дубинский прочитал об исследованиях профессора Журбицкого и его фантастических с точки зрения обывателя опытах по выращиванию растений в условиях низких температур с помощью фосфатных удобрений и загорелся снять об этом документальный фильм. Фильм должен был стать наглядной демонстрацией того, как выглядит «передовая научных знаний». Кинорежиссёр встретился с агрохимиком, который показал Давиду Дубинскому потрясшие режиссёра лаборатории, в которых цветы, помидоры и огурцы росли без почвы в питательном бульоне. Достаточно было бросать туда специальные таблетку. Это было невероятным для начала 60-х годов. Главная мысль режиссёра: «А что если это то, что надо нынешнему обществу?» Возможность обеспечить безбедное с точки зрения продовольствия общество, в котором еду не надо будет добывать, затрачивая огромное количество энергии. Идеалистическая мечта о построении коммунистического общества витала в воздухе. На дворе был 1962 год. Журбицкий был признанным специалистом по способностям разных растений добывать питательные вещества из почвы в условиях низких температур. Он разработал технологию управления ростом растений с помощью минерального питания. Более всего Давида Дубинского в его исследованиях поразило то, что с одного квадратного метра гидропонного материала можно было получить до ста центнеров травы вместо обычных двух. Так у Давида Дубинского родился сюжет научно-популярного фильма, который можно было назвать научной фантастикой в сфере документалистики. Рассказ о возможности выращивать парниковые сады без почвы на крышах многоэтажных домов, на ледоколах, работающих в условиях холода. Дешёвые минеральные удобрения могли заменить чернозёмную почву. Мысль была крайне актуальной для того времени, нацеленного «построить обеспеченное в экономическом плане общество, в котором исчезли были экономические причины для вражды между членами различных социальных групп». По мнению Давида Дубинского Карл Маркс перенёс дарвиновскую конкуренцию между биологическими видами на конкуренцию между классами. Те, кто раньше были врагами по крови теперь становились врагами из-за принадлежности к разным экономическим группам. «Родство» становилось символическим. Обуславливалось оно не общими генами, а общими экономико-социальными условиями существования,  и одной и той же степенью подавления одной экономической группой другой. Все эти соображения стали основой сценария. «Пролетарии, - по мысли Хрущёва,  – это прежде всего счастливые люди в стране победившего социализма». Мысль руководству студии понравилась. Давид Дубинский снял фильм. В фильме Давид Дубинский соединил три сюжетных линии: открытие Журбицкого по выращиванию помидоров на холоде, подтверждающие их работы армянского учёного Гагика Давтяна (которые, правда проводились при совсем других климатических условиях), и эксперименты литовских агрохимиков из города Ионава по созданию химических удобрений для почвы в виде таблеток. О литовском химкомбинате в фильме говорилось совсем мало и конкретное место, где производились химические удобрения не называлось по соображениям военной секретности.
Главная мысль фильма: в бульоне из питательных химикатов растения растут в два раза быстрее и дают в три раза больше плодов. Если построить достаточное количество таких ванн с питательным бульоном для растений можно создать необходимое изобилие овощей и фруктов, и таким образом обеспечить легкодоступное питания человека в советском обществе, а это необходимое условия для создания более гуманного и терпимого общественного устройства. Это была главная идея сценария. Оставалось соединить начальную и конечную точки повествования. Так родился крайне привлекательный кинорассказ об идеальном мире растений, где плоды растут сами по себе, питаясь буквально из ничего – «из воды из крана».
Фильм показали Хрущёву. Генеральный секретарь пришёл в восторг. Это было прямое доказательство его мечты об экономической возможности построить счастливое общество. А ещё это был один из способов выживания в условиях холодной войны. Восторг Хрущёва был настолько сильными, что фильму Давида Дубинского дали премию им. Ломоносова, присуждаемую за высшие научные достижения в СССР.
В 1963 году в Кремле произошла встреча режиссёра с Фиделем Кастро. Никита Сергеевич Хрущёв показал фильм «Плодородие без почвы» кубинскому руководителю, сказал, что «гидропоника» позволить облегчить ситуацию с продовольствием и следствием экономической блокады острова Свободы.
По свидетельству очевидцев Давид Дубинский присутствовал на показе своего фильма в Кремле. Реакция Фиделя Кастро была необычной. Он сорвал со своей головы свою знаменитый головной убор -- «кастровку» и подарил её режиссёру.  
Давида Дубинского вдохновляла сама мысль снимать научно-популярные фильмы о природе научного эксперимента, чтобы показывать процесс научного открытия в развитии: от теоретического замысла до реализации на практике. С точки зрения технических приёмов отдельные его фильмы остаётся новаторским, демонстрируя невероятный уровень кинодокументалистики 60-х годов.
Когда Хрущёва сняли, почти все мечты великого романтика политического мироустройства были отвергнуты. Фильм Давида Дубинского был также запрещён и положен на полку. На сегодняшний день считается, что эксперименты Журбицкого не увенчались должным успехом, а за Дубинским так и закрепилась слава: первого фантаста научного популярного кино.
По воспоминаниям дочери кинорежиссёра сценариста научного популярного кино Натальи Куломзиной, фильм Давида Дубинского показывали на высших режиссёрских курсах как образец настоящего научно-популярного кино.

## Семья
Был дважды женат. Первая жена - Татьяна Владимировна Дубинская. Вторая жена – Юлия Алексеевна Бокова, кинорежиссёр.
Дочь  - Наталья Давидовна Куломзина, педагог, сценарист.
Сын – Александр Давидович Дубинский, следователь прокуратуры.
Дочь - Ольга Давидовна Дубинская, кинорежиссёр, продюсер, сценарист.  
Внучка - Нина Дмитриевна Минченок, кинооператор, фотохудожник.

## Фильмография
- 1939 — Памятники Бородино
- 1940 — По сталинским местам
- 1956 — Антибиотики в животноводстве
- 1959 — Семеноводство кукурузы
- 1963 — Плодородие без почвы
- 1965 — Малое орошение
- 1966 — На лугах приокской поймы
- 1968 — Генетика производству